# Balin (województwo łódzkie)
Balin – wieś w Polsce położona w województwie łódzkim, w powiecie poddębickim, w gminie Poddębice.
W latach 1975–1998 miejscowość administracyjnie należała do województwa sieradzkiego.
Na starym cmentarzu w Sieradzu, przy głównej alejce, jest płyta nagrobna z zachowanym napisem świadczącym o pochówku w tym miejscu Andrzeja Ksawerego Gierałtowskiego – porucznika napoleońskiego, byłego właściciela dóbr Balin. Zmarł 17 grudnia 1881, przeżywszy 91 lat.